# Kildare Digby (2e baron Digby)
Kildare Digby, 2e baron Digby (vers 1627 - 11 juillet 1661), est un noble irlandais.

## Biographie
Kildare est mineur lorsqu'il succède à son père, Robert Digby (1er baron Digby) (en), en 1642. Lors de la Restauration anglaise, il siège à la Chambre des lords irlandaise au Parlement de 1661, et est nommé gouverneur du comté de Kings, comme son père. Cependant, il meurt à Dublin en juillet. Par sa femme Mary (décédée le 23 décembre 1692), la fille de Robert Gardiner de Londres, il a quatre fils et trois filles :
- Robert Digby (22 avril 1653 - 11 juillet 1653)
- Elizabeth Digby, décédée jeune
- Mary Digby, morte jeune
- Robert Digby (3e baron Digby) (en) (1654-1677)
- Simon Digby (4e baron Digby) (1657–1685)
- William Digby (5e baron Digby) (1661–1752)
- Lettice Digby, épouse Charles Cotes, de Woodcote Hall

Il est enterré à la cathédrale Saint-Patrick de Dublin, et sa veuve et ses enfants vivent ensuite dans le domaine Digby de Coleshill, Warwickshire, où elle lui érige un monument .